# Guarigione
La guarigione è il processo di ritorno allo stato di salute di un organismo squilibrato, malato o danneggiato.
La guarigione può essere fisica o psicologica:
- per quanto riguarda i danni fisici subiti dall'organismo, la guarigione comporta la riparazione dei tessuti, degli organi e dell'intero sistema biologico, ed il ripristino del normale funzionamento.
- in psichiatria e psicologia, la guarigione è il processo mediante il quale le nevrosi e le psicosi sono risolte nella misura in cui il paziente è in grado di condurre una vita normale, o che viva senza essere sopraffatto dai fenomeni psicopatologici. Questo processo può comportare la psicoterapia, il trattamento farmaceutico e approcci spirituali più tradizionali.

La guarigione per danni fisici consiste nella riparazione di tessuti viventi, come ad esempio organi e il sistema biologico nel suo complesso, e la ripresa del normale funzionamento. È il processo attraverso il quale le cellule del corpo si rigenerano e riducono le dimensioni di una zona danneggiata o necrotica per sostituirla con nuovo tessuto vivente.
La sostituzione può avvenire in due modi: mediante rigenerazione in cui le cellule necrotiche sono sostituite da nuove cellule che formano il tessuto, simile a come era originariamente; o mediante riparazione in cui il tessuto dolorante viene sostituito con un tessuto cicatriziale. La maggior parte degli organi guarisce attraverso entrambi i meccanismi.

## Rigenerazione
Al fine di una guarigione da ferita mediante rigenerazione, il tipo di cellula che è stato distrutta deve essere in grado di replicarsi. Le cellule hanno bisogno di un quadro di collagene lungo la quale crescere.

### Esempio
La Necrosi tubulare acuta (ATN) nel rene è un caso in cui le cellule guariscono completamente mediante rigenerazione. L'ATN si verifica quando le cellule epiteliali che rivestono il rene vengono distrutte da una mancanza di ossigeno (come in stato di shock ipovolemico, quando afflusso di sangue ai reni è drasticamente ridotto), o da tossine (come alcuni antibiotici, metalli pesanti o tetracloruro di carbonio).
Sebbene molte di queste cellule epiteliali sono morte, di solito c'è la necrosi irregolare, significa che ci sono macchie di cellule epiteliali ancora in vita. Inoltre, il collagene dei tubuli resta completamente intatto.
Le cellule epiteliali esistenti possono replicarsi, e, utilizzando la membrana basale come guida, possono eventualmente portare il rene alla normalità. Dopo che la rigenerazione è completata, il danno non è rilevabile, anche al microscopio.
La guarigione deve avvenire mediante riparazione in caso di danni alle cellule rigeneratrici. 

## La guarigione delle ferite
In risposta ad un'incisione o una ferita, si scatena il processo di guarigione della ferita. Questo processo si svolge in quattro fasi: formazione del coagulo, l'infiammazione, la proliferazione e la maturazione. 

### Fase di coagulazione
La guarigione di una ferita inizia con la formazione di coaguli per fermare le emorragie e per ridurre le infezioni da batteri, virus e funghi. La coagulazione è seguita da invasione dei neutrofili da 3 a 24 ore dopo l'inizio della fase di coagulazione, e nelle cellule epiteliali avviene la mitosi dopo 24-48 ore.

### Fase infiammatoria
Nella fase infiammatoria, macrofagi e altri fagociti uccidono i batteri, rilasciando fattori chimici come l'ormone della crescita che incoraggiano i fibroblasti, le cellule epiteliali e le cellule endoteliali a comporre nuovi capillari per migrare verso l'area interessata.

### Fase proliferativa
Nella fase proliferativa, il tessuto di granulazione immaturo contiene fibroblasti. I fibroblasti producono rapidamente abbondante collagene di tipo III, che riempie il difetto dato da una ferita aperta. Il tessuto di granulazione si muove, come un'onda, dal confine della ferita verso il centro. 
Come tessuto di granulazione maturo, i fibroblasti producono meno collagene e diventano più esili. Cominciano a produrre un tipo di collagene molto più forte. Alcuni dei fibroblasti maturano in miofibroblasti che contengono lo stesso tipo di actina presente nel muscolo liscio, che permette loro di contrarsi e ridurre le dimensioni della ferita.

### Fase di maturazione
Durante la fase di maturazione di guarigione delle ferite, vasi inutili formati nel tessuto di granulazione vengono rimossi per apoptosi, e il collagene di tipo III è in gran parte sostituito da collagene di tipo I. ,esso è reticolato ed allineato lungo linee di tensione. Questa fase può durare un anno o più. In definitiva una cicatrice fatta di collagene, contenente un piccolo numero di fibroblasti rimane sulla pelle.

## La guarigione dei tessuti danneggiati da infiammazione
Dopo che l'infiammazione ha danneggiato il tessuto (quando lotta contro l'infezione batterica, per esempio) e i pro-infiammatori eicosanoidi hanno completato la loro funzione, la guarigione procede in 4 fasi.

### Fase Recall
Nella fase recall, la ghiandola surrenale aumenta la produzione di cortisolo che spegne la produzione di eicosanoidi e l'infiammazione.

### Fase di risoluzione
Nella fase di risoluzione, agenti patogeni e tessuti danneggiati vengono rimossi dai macrofagi (globuli bianchi). I globuli rossi vengono rimossi dal tessuto danneggiato dai macrofagi. La mancata rimozione di tutte le cellule e agenti patogeni danneggiate può retriggere la infiammazione. I due sottoinsiemi di macrofagi M1 e M2 svolge un ruolo cruciale in questa fase: i macrofagi M1 essendo un pro infiammatoria come M2 è un rigenerante e la plasticità tra i due sottoinsiemi determina l'infiammazione dei tessuti o la riparazione.

### Fase di rigenerazione
Nella fase di rigenerazione, i vasi sanguigni sono riparati e le nuove cellule formano nel sito danneggiato cellule simili a quelle che sono state danneggiate e rimosse. Alcune cellule come i neuroni e cellule muscolari (soprattutto nel cuore) sono lenti a recuperare.

### Fase di riparazione
Nella fase di riparazione, il nuovo tessuto viene generato e richiede un equilibrio di eicosanoidi anti-infiammatori e pro-infiammatori. Eicosanoidi anti-infiammatori comprendono lipoxin s, epi-lipoxin, e resolvin, che causano il rilascio di ormoni della crescita.